# Formica emeryi
Formica emeryi é uma espécie de formiga do gênero Formica, pertencente à subfamília Formicinae.